# Vittorio Bottego
Vittorio Bottego (pronúncia italiana: [vitˈtɔːrjo ˈbɔtteɡo]; Parma, 29 de julho de 1860 – Daga Roba, 17 de março de 1897) foi um explorador e militar italiano.
Foi oficial (capitão de artilharia) do exército italiano e um dos primeiros exploradores ocidentais da Jubalândia, no Corno da África (presentemente parte da Somália), onde liderou duas expedições.
Na sua primeira expedição, Bottego concentrou-se em traçar os canais dos afluentes do rio Ganale Dorya, que designou com o nome do biólogo italiano Giacomo Doria. Com o capitão Matteo Grixoni, Bottego saiu de Bardera em 30 de setembro de 1892, com 124 homens. O grupo chegaria ao rio Shebelle em Imi, em 7 de novembro. Após oito dias cruzaram o rio, entrando no país dos Arsi Oromo, que se mostraram hostis a Bottego. Passaram por Arkebla e alcançaram o Ganale Guracha ("Ganal Negro") em 11 de dezembro, ao longo de cujas margens Bottego liderou os seus homens rio acima durante 20 dias.
Concluindo que esta não era a corrente principal do rio, Bottego deixou o rio na direção oeste-sudoeste até chegar ao Ganale Dorya, ou ramo principal do Ganale, em 16 de janeiro de 1893. Aí, doente com febre, Bottego foi deixado por Grixoni que marchou para a costa em 15 de fevereiro, com 30 homens. Quatro dias depois de Grixoni partir, Bottego foi para o interior até ao Monte Fakes, mas não estava disposto a encontrar grupos de etíopes, e retornou ao acampamento onde Grixoni o havia deixado. Bottego então cruzou o caminho que o separava do Dawa, e subiu aquele rio até que a falta de provisões o obrigou a refazer os seus passos. O seu grupo alcançou o Ganale Dorya mais uma vez após seis marchas forçadas, no curso das quais onze homens morreram de fome. Mais dois morreram no acampamento por exaustão, e dois foram afogados enquanto caçavam hipopótamos.
Na sua segunda expedição (1895-1897), Bottego aventurou-se na então desconhecida região do Alto Juba, do lago Rodolfo e do rio Sobat. Ele foi o primeiro explorador europeu a seguir o curso do baixo rio Omo até à sua confluência com o lago Turkana. Alcançou, e nisso foi o primeiro europeu, o lago Abaya, que redesignou como lago Margherita, em homenagem à Rainha Margherita de Saboia, esposa do Rei Humberto I da Itália. Então tentou retornar através da Etiópia, sem saber que o país estava em guerra com a Itália, e muito menos que houve uma recente vitória etíope na batalha de Adwa. Foi morto na faixa de Maji perto de Jellen, quando foi atacado por uma tribo Oromo. O seu corpo nunca foi recuperado, e o relato de sua morte foi feito anos depois por dois de seus companheiros, Vannutelli e Citerni, que sobreviveram, mas foram mantidos na prisão durante dois anos por Menelik II, imperador da Etiópia.
Bottego é comemorado nos nomes científicos de duas espécies de lagartos: Agama bottegi e Chalcides bottegi.

## Obra
- Viaggi di scoperta nel cuore dell'Africa (1895).
- L'esplorazione del Giuba (1895).